# Sophie Fillières
Sophie Fillières (* 20. November 1964 in Paris; † 31. Juli 2023 ebenda) war eine französische Regisseurin und Drehbuchautorin.

## Leben
Sophie Fillières war die ältere Schwester der Schauspielerin Hélène Fillières. Aus ihrer Ehe mit dem Drehbuchautor und Regisseur Pascal Bonitzer hatte sie zwei Kinder, darunter die Schauspielerin Agathe Bonitzer.
Sie gehörte zum ersten Jahrgang der Fémis und schloss 1990 ihr Studium mit einem Diplom ab (Schwerpunkt Regie).
Nach ihrem Abschluss an der Fémis entschied sich Sophie Fillières für die Komödie, „das beste Mittel, um die Psychologie der Figuren zu eliminieren! Die Komödie ermöglicht es, sich auf gefährliches Terrain zu begeben, ohne sich dafür rechtfertigen zu müssen.“
Neben ihren eigenen Regiearbeiten arbeitet sie als Drehbuchautorin mit Xavier Beauvois, Benoît Jacquot und Noémie Lvovsky zusammen. Außerdem ist sie in Justine Triets Film Anatomie eines Falls zu sehen, der 2023 in Cannes die Goldene Palme gewonnen hat.
Fillières starb am 31. Juli 2023 im Alter von 58 Jahren nach einer langen Krankheit.

## Filmografie

### Filmregisseurin

#### Kurzfilme
- 1991: Des filles et des chiens
- 2006: Antoine et Sidonie
- 2006: Nathalie Moretti...

#### Spielfilme
- 1994: Grande Petite
- 2000: Aïe
- 2005: Netter geht’s nicht (Gentille)
- 2009: Un chat un chat
- 2014: Arrête ou je continue
- 2017: La Belle et la Belle[5]
- 2024: Ma vie, ma gueule[6]

### Drehbuchautorin
Zusätzlich zu ihren eigenen Filmen:
- 1991: Nord von Xavier Beauvois
- 1992: Emma Zunz (Fernsehfilm) von Benoît Jacquot, nach der Kurzgeschichte aus der Sammlung Das Aleph von Jorge Luis Borges
- 1994: Oublie-moi von Noémie Lvovsky, Adaption und Dialoge
- 1998: Dunkle Triebe (Sombre) von Philippe Grandrieux
- 2003: Un homme, un vrai von Arnaud Larrieu und Jean-Marie Larrieu
- 2011: Le Secret de l'enfant fourmi von Christine François
- 2011: De bon matin von Jean-Marc Moutout, Adaption in Zusammenarbeit mit dem Regisseur und Olivier Gorce
- 2011: E-Love (Fernsehfilm) von Anne Villacèque, in Zusammenarbeit mit der Regisseurin
- 2013: Ouf von Yann Coridian, in Zusammenarbeit mit dem Regisseur
- 2014: Wochenenden in der Normandie (Week-ends) von Anne Villacèque, in Zusammenarbeit mit der Regisseurin
- 2018: Der Flohmarkt von Madame Claire (La dernière folie de Claire Darling) von Julie Bertuccelli, in Zusammenarbeit mit der Regisseurin
- 2020: Die Rolle meines Lebens (Garçon chiffon) von Nicolas Maury, in Zusammenarbeit mit dem Regisseur und Maud Ameline

### Schauspielerin
- 2016: Victoria – Männer & andere Missgeschicke von Justine Triet
- 2023: Anatomie eines Falls von Justine Triet

## Auszeichnungen
- 1992: Jean-Vigo-Preis für Des filles et des chiens, Kategorie Kurzfilm
- 1994: Internationales Filmfestival Thessaloniki, Bestes Drehbuch
- 2018: Bestes Drehbuch für La Belle et la Belle beim Raindance Film Festival in London[7]